# Speltbrød
Speltbrød er brød lavet af kornsorten spelt. Det er mættende og nærmest lidt sødligt. Det dufter kageagtigt og vinder i smag, hvis det ligger én til to dage. Spelt indeholder mere protein end hvede, ligesom indholdet af sporstofferne magnesium, zink, jern og kobber også er større. Dette er medvirkende til, at spelt anses for sundere end hvede, og derfor er spelt da også blevet stadig mere populært.